# Балкански шпијун (представа из 2018)
Балкански шпијун  је позоришна представа Народног позоришта у Београду која је премијерно изведена 1. октобра 2018. године.

## Подела улога
| Глумац                  | Улога                           |
| ----------------------- | ------------------------------- |
| Љубомир Бандовић        | Илија Чворовић                  |
| Нела Михаиловић         | Даница Чворовић                 |
| Душанка Стојановић Глид | Ђура, Илијина сестра близнакиња |
| Катарина Марковић       | Соња Чворовић                   |
| Милутин Милошевић       | Подстанар                       |
| Вања Милачић            | Спикерка                        |

## Остали пројекти
Југословенско драмско позориште
| Данило Бата Стојковић | Илија Чворовић   |
| Бранка Петрић         | Даница Чворовић  |
| Сања Милосављевић     | Соња Чворовић    |
| Јосиф Татић           | Ђура Чворовић    |
| Стојан Дечермић       | Подстанар        |
| Бранислав Лечић       | Инспектор Дражић |

Крушевачко позориште
| Милија Вуковић    | Илија Чворовић          |
| Љиљана Токовић    | Даница Чворовић         |
| Биљана Јоцић      | Соња Чворовић           |
| Андреја Златић    | Ђура Чворовић           |
| Мирослав Петровић | Петар Марков Јаковљевић |

Српско народно позориште
| Велимир Животић        | Илија Чворовић  |
| Милица Кљаић Радаковић | Даница Чворовић |
| Мира Бањац             | Даница Чворовић |
| Љубица Ракић           | Соња Чворовић   |
| Стеван Гардиновачки    | Ђура Чворовић   |
| Мирко Петковић         | Подстанар       |

Савез драмских уметника Војводине
| Новак Билбија         | Илија Чворовић  |
| Лидија Стевановић     | Даница Чворовић |
| Весна Паштровић Шашић | Соња Чворовић   |
| Бојана Тушуп          | Соња Чворовић   |
| Душан Јакишић         | Ђура Чворовић   |
| Александар Гајин      | Подстанар       |

Интернет извођење
| Драган Бјелогрлић | Илија Чворовић          |
| Весна Тривалић    | Даница Чворовић         |
| Бранка Катић      | Соња Чворовић           |
| Мима Караџић      | Ђура Чворовић           |
| Гордан Кичић      | Петар Марков Јаковљевић |
| Зоран Кесић       | Наратор                 |